# 공혁준
공혁준(1992년 12월 18일~)은  대한민국의 전직 하스스톤 프로게이머 출신 유튜버이며, 본관은 곡부 공씨이다.

## 선수 경력
2014년 WECG 한국 대표 선발전에 참가했다. 예선전을 뚫고 8명에게 주어지는 본선 진출권을 얻는데 성공했다. 공혁준은 8강전에서 정형수를, 4강전에서 김건중을 격파하면서 결승전에 진출했지만 결승전에서 박종철에게 패배하면서 준우승에 머물렀다. 그래도 3위까지 주어지는 한국대표에는 선발되었다. 하지만 WECG 대회가 취소되면서 국가대표로 대회에 참가를 하지는 못했다.
골든코인팀 소속으로 활동했으며 하스스톤 클랜 챔피언십 시즌 3에서 팀의 준우승에 기여했다.
2016년 와글와글 하스스톤에서는 이벤트 매치에 출전하기도 했다.

## 인터넷 방송 경력
다음팟에서 PD를 하다가 2015년, 트위치에 영입되면서 플랫폼을 트위치로 옮겼다.
WESG의 아시아 태평양 지역 최종예선에서는 OGN의 중계진에 합류했다.
2019년에는 하스스톤 예능인 울둠의 오아시스쇼에 출연했다.
2020년 3월부터 피지컬갤러리의 김계란과 함께 합숙을 시작하면서 다이어트 컨텐츠를 시작했다. 이 합숙 과정이 계기가 되어 피지컬갤러리의 컨텐츠인 가짜사나이에 출연하여 주목을 받았다.
2021년에는 진용진의 머니게임에 출연했다. 머니게임에서는 7화에서 탈락해 우승을 쟁취하지는 못했지만 컨텐츠 공개 전후로 촬영 당시의 상황이 공개되면서 좋은 반응을 얻기도 했다. 이후 머니게임에서 함께 출연한 틱톡커 산범과의 열애를 공개했다. 2022년 4월에 산범의 임신 사실 및 결혼을 발표했다.
99kg까지 감량하였으나 요요현상으로 160kg까지 증가하였고 다이어트를 하는 방송을 다시 진행중이다.